# Rilong (köping i Kina, lat 30,99, long 102,83)
Rilong (kinesiska: 日隆镇, 日隆) är en köping i Kina. Den ligger i provinsen Sichuan, i den sydvästra delen av landet, omkring 120 kilometer väster om provinshuvudstaden Chengdu. Antalet invånare är 3 503. Befolkningen består av 1 678 kvinnor och 1 825 män. Barn under 15 år utgör 20,0 %, vuxna 15-64 år 74 %, och äldre över 65 år 5,0 %.
Genomsnittlig årsnederbörd är 1 225 millimeter. Den regnigaste månaden är juli, med i genomsnitt 227 mm nederbörd, och den torraste är januari, med 14 mm nederbörd.